# 野城智也
野城 智也（やしろ ともなり ）は、日本の工学者。東京都市大学学長。一級建築士。専門は建築学。東京都出身。

## 人物・来歴
建築学を基盤に、サステナブル建築、イノベーションのマネジメントに関する研究を展開している。中学・高校では陸上競技、大学ではラグビーをやっていた。経済ジャーナリストの草分け、野城久吉（東京専門学校第一回卒業生）は曽祖父。

### 学歴
- 1976年 東京教育大学附属高等学校（現・筑波大学附属高等学校）卒業
- 1976年 東京大学理科一類入学
- 1980年 東京大学工学部建築学科卒業
- 1985年 東京大学工学系研究科博士課程修了

### 職歴
- 1985年 建設省建築研究所研究員
- 1986年 建設省住宅局住宅建設課係長
- 1987年 建設省建築研究所研究員
- 1990年 建設省建築研究所主任研究員
- 1991年 武蔵工業大学（現・東京都市大学）建築学科助教授
- 1994年 レディング大学Visiting Research Fellow
- 1998年 東京大学工学系研究科社会基盤工学専攻助教授
- 1999年 東京大学生産技術研究所助教授
- 2001年 東京大学生産技術研究所教授
- 2009年 東京大学生産技術研究所所長
- 2013年 東京大学副学長
- 2018年 東京大学価値創造デザイン人材育成研究機構機構長
- 2019年 早稲田大学非常勤講師
- 2023年 高知工科大学教授
- 2023年 東京都市大学総合研究所特任教授
- 2024年 東京都市大学学長[2]

## 著書

### 単著
- 『サービス・プロバイダー―都市再生の新産業論』（彰国社、2003年）
- 『イノベーション・マネジメント: プロセス・組織の構造化から考える』（東京大学出版会、2016年）

### 共著
- （村上周三、長谷川貴彦、和泉洋人、安藤尚一）『サステナブル建築と政策デザイン』（慶應義塾大学出版会、2002年）
- （板倉周一郎、札野順、大場恭子）『実践のための技術倫理―責任あるコーポレート・ガバナンスのために』（東京大学出版会、2005年）
- （腰原幹雄、齊藤広子、中城康彦、西本賢二）『住宅にも履歴書の時代 住宅履歴情報のある家が当たり前になる』（大成出版社、2009年）
- （藤本隆宏、安藤正雄、吉田敏）『建築ものづくり論 -- Architecture as “Architecture”（東京大学ものづくり経営研究シリーズ）』（有斐閣、2015年）

### 翻訳
- リチャード・ロジャース、フィリップ・グムチジャン（手塚貴晴、和田淳と共訳）『都市 この小さな惑星の』（鹿島出版会、2002年）